# Caphodellus quadrimaculatus
Caphodellus quadrimaculatus är en insektsart som beskrevs av Rauno E. Linnavuori och Delong 1976. Caphodellus quadrimaculatus ingår i släktet Caphodellus och familjen dvärgstritar. Inga underarter finns listade i Catalogue of Life.